# Thunder Hawk
Thunder Hawk (Falco di Tuono) è un personaggio della serie di videogiochi Street Fighter.
È un nativo americano che veste una giacca a maniche mozze e pantaloni, ha il viso pitturato e una fascia in testa con piume d'aquila. È un guerriero di mole imponente, dotato di una straordinaria forza fisica. Originariamente apparso la prima volta in Super Street Fighter II: The New Challengers, viene ripresentato in Street Fighter Alpha 3, lievemente modificato.
Come Zangief, la sua mossa migliore è una presa, il Mexican Thypoon - più vasta nel raggio d'azione, se paragonata alla Piledriver del wrestler russo.

## Storia
Quando era solo un infante, lui e la sua famiglia furono costretti ad una vera e propria diaspora per volere della Shadaloo. Alcuni membri della tribù dei Piedi di Tuono resistettero, ma molti furono uccisi, tra cui suo padre, Arroyo Hawk, annichilito letteralmente da un giovanissimo M. Bison.
Vivendo in Messico, nelle pianure del Monte Albán, T. Hawk rivendica la perdita di suo padre e della sua terra a causa di Bison, potenziandosi negli anni. Intanto alcuni membri della Tribù dei Piedi di Tuono scompaiono, tra cui Julia, la futura Juli, una delle bambole di Bison.
Street Fighter Alpha 3
Una fanciulla delle pianure del Monte Albàn, Julia, scompare. T. Hawk la cerca in tutto il mondo, scoprendola poi al servizio di Bison e non riuscendo a salvarla.
Super Street Fighter II Turbo
Hawk partecipa al torneo per salvare Julia e riottenere le sue terre. Non è il primo classificato, ma riesce comunque a riaverle indietro, sebbene siano desolate e vuotate della loro ricchezza. T. Hawk giura allora di ripristinarne l'equilibrio naturale, quindi vi emigra con i Piedi di Tuono.
Super Street Fighter IV
La terra di T. Hawk sta recuperando tutto il vigore perduto, sebbene sia lontana dalla sua natura ancestrale. De facto, incapacitato anche nel salvare Juli, Hawk spergiura di essere indegno del ruolo di capo tribù.
Durante il suo prosieguo nel torneo organizzato dalla S.I.N. - una purificazione spirituale - Rose gli rivela la posizione di Julia, avvisandolo però che incontrerà solo un "guscio".
Hawk riesce così a trovare Julia in una cascina nelle terre selvatiche, sebbene in stato vegetativo, come Rose gli aveva detto.

## Attacchi
- Condor Dive: da eseguire durante un salto, T.Hawk si scaglia contro l'avversario colpendolo con un impeto craniale.
- Condor Spire: mossa inserita in SF Alpha 3, con un balzo in avanti, T.Hawk colpisce con i palmi delle mani.
- Tomahawk Buster: saltando T.Hawk colpisce con una spallata; funge da contraerea.
- Mexican Typhoon: T.Hawk afferra la testa dell'avversario con una mano, salta in alto facendo ruotare il braccio con cui tiene il nemico alcune volte quindi, cadendo, poggia tonitruante la testa di questo a terra.

In Super Street Fighter IV, la versione debole del Mexican Thypoon non comprende il salto, ma solo l'afferramento della testa, il volteggio del corpo dell'avversario in aria, quindi lo sbattimento a terra.

## Super
- Canion Splitter: combinazione di Condor Spire e Tomahawk Buster
- Double Thypoon: in SSFII e SSFIV, T.Hawk afferra la testa dell'avversario, effettua un Mexycan Thypoon debole, poi salta ancora più in alto e termina con un Mexycan Thypoon micidiale. In SFALPHA3, da due a tre Maximum Typhoon (Double Thypoon quando la mossa è effettuata a potenza 1 o 2, tre Mexycan Thypoon a potenza 3).
- Raging Typhoon: T.Hawk afferra la testa dell'avversario, salta molto in alto, effettua un Mexican Thypoon ma, invece di sbattere la testa dell'avversario a terra, mentre è in salto getta tutto il corpo dell'avversario a terra e. cadendo, ci finisce sopra in posizione di meditazione.

## In altri media
- Nel film Street Fighter - Sfida finale, T. Hawk è un sergente nei ranghi del Colonnello Guile. Lui e Cammy sono i secondi al comando di Guile, e Hawk dovrebbe essere Maestro Sergente o Capo Maestro Sergente.
- Nel film animato Street Fighter II: The Animated Movie, T. Hawk appare in uno scontro con Ken Masters.

## Frasi
- Il tuo urlo suona come un patetico grido di guerra! (Super Street Fighter II)
- Il mio totem è troppo grande per le tue disperate tecniche di lotta! (Super Street Fighter II)